# Мост Шахрестан
Мост Шахрестан или Поле-Шахрестан (перс. پل شهرستان‎) — самый старый мост Исфахана, один из одиннадцати мостов, которые расположены на реке Заяндеруд, находится восточнее моста Поле-Хаджу в старинной местности Джам-е-Джей. Название берёт от одноименного посёлка, который был расположен в 4 км от Исфахана, который сейчас вошёл в черту города. Впервые его построили во времена государства Сасанидов по римскому образцу, а во времена Дейлемитов и Сельджуков несколько раз восстанавливали и ремонтировали. В настоящее время он мало используется.
Опоры моста установлены на природных камнях дна реки. Длина моста от круглой кирпичной колонны до конца древнего каменного покрытия составляет 105 м, а ширина изменяется от 4,25 до 5 м. Мост направлен с севера на юг с небольшим отклонением. Имеет 13 пролётов и 12 больших каменных опор. Но верхняя часть моста немного повреждена и поэтому его можно преодолеть только пешком. Внутри опор еще дополнительно 8 меньших отверстий (по римскому образцу), которые предусмотрены для пропускания избытка воды во время наводнений и, таким образом, уменьшать давление воды на мост.
22 декабря 1969 под номером 889 вошел в список национальных памятников Ирана.
Недавно русло реки Заяндеруд повернули на юг, но у самого моста оставили небольшое озеро, чтобы предотвратить дальнейшее разрушение.

## Расположение
Мост расположен на улице Салмана Фарси.
В древности через мост проходил путь, который соединял Исфахан с Ширазом. Также он имел важное военное значение. С точки зрения архитектуры и возраста построения с ним в Иране могут соперничать только мосты Дазфуль и Шуштари. Неподалеку от моста расположены такие здания как Мечеть Джам-е-Джей (период Сельджуков), мавзолей аббасидского халифа Ар-Рашида, а также остатки здания старинной библиотеки под названием Сароуе.
Вокруг моста раскинулся одноимённый парк.

## Упоминания в литературе
Афарухи Эсфахани в своём произведении на арабском языке «Книга заслуг Исфахана» упоминает об этом мосте под названием Джасар-Хосейн, а здания, расположенные вблизи, называет Замок Магире и Замок Яхии.
Фарад Ричардз пишет о мосте Шахрестан как о мосте военного назначения.